# Jesús Guevara
Pour les articles homonymes, voir Guevara.
Jesús Guevara, né le 15 décembre 1969, est un boxeur vénézuélien.
Il représente notamment son pays en catégorie poids lourds lors des Jeux olympiques d'Atlanta aux États-Unis en 1996. Guevara apprend la boxe alors qu'il est incarcéré à la prison d'El Rodeo, au Venezuela. Il est gracié pour pouvoir participer aux Jeux olympiques, où il est éliminé au premier round par le boxeur français Josué Blocus.
Il est ensuite médaillé de bronze des poids lourds aux Championnats panaméricains de boxe amateur 1997 à Medellín.